# Eilema persephone
Eilema persephone là một loài bướm đêm thuộc phân họ Arctiinae, họ Erebidae.